# Karol Henryk Mikolasch
Karol Henryk Mikolasch (* Januar 1837 in Lemberg; † 1. Februar 1888) war ein galizischer Pharmazeut.
Sein Vater war der Pharmazeut Piotr Mikolasch (1805–1873), in dessen Apotheke Pod Zlota Gwiazda Jan Zeh und Ignacy Łukasiewicz arbeiteten.
Karol Henryk Mikolasch studierte in Lemberg, wo er 1858 den Magister der Pharmazie erwarb, und anschließend Naturwissenschaften in Frankreich und Deutschland, wo er seinen Dr. Phil. erwarb.
Er war Mitbegründer und ab 1868 erster Präsident der Galizischen Pharmazeutischen Gesellschaft. Von 1877 bis 1833 war er Senior des Lemberger Pharmazeutengremiums, das er bei Kongressen in Wien vertrat. An der Universität Lemberg war er Prüfungskoär. für Pharmakologie.
Sein Sohn, Henryk Piotr Mikolasch (1872–1931) wurde Fotograf.